# 东港区
东港区是中华人民共和国山东省日照市所辖的一个市辖区，总面积为1507平方公里。瀕臨黃海，位於中國大陸海岸線的中部，山東半島南翼，北依青島市，南接嵐山區，隔海與韓國、日本相望。區人民政府駐海曲中路19號。

## 行政区划
东港区下辖7个街道办事处、7个镇：
日照街道、石臼街道、奎山街道、秦楼街道、北京路街道、卧龙山街道、两城街道、河山镇、涛雒镇、西湖镇、陈疃镇、南湖镇、三庄镇和后村镇。

## 人口
根据第七次全国人口普查结果，现将2020年11月1日零时：東港区常住人口为838176人。全区共有家庭户294981户，集体户21695户，家庭户人口为770681人，集体户人口为67495人。平均每个家庭户的人口为2.61人。